# Paris (Illinois)
Paris ist eine Kleinstadt und Verwaltungssitz des Edgar County im Osten des US-amerikanischen Bundesstaates Illinois.
Das U.S. Census Bureau hat bei der Volkszählung 2020 eine Einwohnerzahl von 8.291 ermittelt.

## Geographie
Die Stadt erstreckt sich über 5,5 km², die ausschließlich aus Landfläche bestehen.
Durch Paris führt der U.S. Highway 150, der im Zentrum der Stadt seinen Verlauf von Nord-Süd in West-Ost ändert und nach Osten die Stadt verlässt. Weiterhin treffen die Illinois State Routes 1, 16 und 133 sowie einige untergeordnete Straßen in der Stadt aufeinander.
Durch Paris verläuft eine Bahnlinie der CSX Transportation.
Im Norden von Paris befinden sich die Twin Lakes, ein Stausee, welcher der städtischen Wasserversorgung dient, sowie der älteste und wichtigste Stadtpark, der Twin Lakes Park.
In die im benachbarten Bundesstaat Indiana gelegene Stadt Terre Haute sind es in südöstlicher Richtung 33,9 km, Illinois’ Hauptstadt Springfield liegt 189 km im Westen und Chicago befindet sich 292 km im Norden.

## Demografische Daten
Bei der Volkszählung im Jahre 2000 wurde eine Einwohnerzahl von 9077 ermittelt. Diese verteilten sich auf 3874 Haushalte in 2382 Familien. Die Bevölkerungsdichte lag bei 725,1/km². Es gab 4188 Wohngebäude, was einer Bebauungsdichte von 334,5/km² entsprach.
Die Bevölkerung bestand im Jahre 2000 aus 98,3 % Weißen, 0,5 % Afroamerikanern, 0,2 % Indianern, 0,2 % Asiaten und 0,3 % anderen. 0,5 % gaben an, von mindestens zwei dieser Gruppen abzustammen. 0,8 % der Bevölkerung bestand aus Hispanics, die verschiedenen der genannten Gruppen angehörten.
23,8 % waren unter 18 Jahren, 9,9 % zwischen 18 und 24, 26,0 % von 25 bis 44, 21,6 % von 45 bis 64 und 19,6 % 65 und älter. Das mittlere Alter lag bei 39 Jahren. Auf 100 Frauen kamen statistisch 85,9 Männer, bei den über 18-jährigen 83,5.
Das mittlere Einkommen pro Haushalt betrug $ 30.902, das mittlere Familieneinkommen $ 37.872. Das mittlere Einkommen der Männer lag bei $ 28.750 das der Frauen bei $ 20.673. Das Pro-Kopf-Einkommen belief sich auf $ 17.750. Rund 8,9 % der Familien und 12,7 % der Gesamtbevölkerung lagen mit ihrem Einkommen unter der Armutsgrenze.

## Söhne und Töchter der Stadt
- Ed Carpenter (* 1981), Rennfahrer bei der IndyCar Series
- Lee Sholem (1913–2000), Film- und Fernsehregisseur
- Barbara Stuart (1930–2011), Schauspielerin in Film und Fernsehen
- Carl „Alfalfa“ Switzer (1927–1959), Kinderdarsteller (Alfalfa bei den Kleinen Strolchen)
- Stephen J. Elledge (* 1956), Genetiker und Krebsforscher
- Brett Eldredge (* 1986), Countrysänger